# Fraxinus berlandieriana
Fraxinus berlandieriana är en syrenväxtart som beskrevs av Dc.. Fraxinus berlandieriana ingår i släktet askar, och familjen syrenväxter. Inga underarter finns listade i Catalogue of Life.